# Acide 2-phosphoglycolique
L’acide phosphoglycolique est un composé chimique de formule H2O3PO-CH2-COOH. Le phosphoglycolate, sa base conjuguée de formule 2−O3PO-CH2-COO−, est un métabolite végétal produit notamment par l'activité oxygénase de la Rubisco.